# Lumsk
Lumsk — норвежская фолк-метал-группа, основанная в 1999 году. Дебютный альбом Asmund Fregdegjaevar (2003) был издан на лейбле Tabu Recordings. До издания второго альбома Troll (2005) в состав были приняты новый вокалист Стайн Мари Лангстранд и гитарист Кетил Сэтер, вместо прежних Вибеке Арнтцен и Бьёрнар Сельсбак. В 2005 году группа получила заветный грант на сумму свыше $50,000 от фестиваля by:Larm. Средства были направлены на финансирование третьего альбома Det Vilde Kor (2007), в том числе на производство некоторых видеоклипов. В альбоме отметились новый барабанщик Видар Берг, а также приглашенные вокалисты Тон Куммервольд (меццо-сопрано) и Ларс Эгген (тенор). В 2008 году объявили о своём уходе из группы давние участники Кетил Сэтер и Сив Лена Ватерлоо Лаугтуг, в связи с рождением ребёнка.
Группа вернулась после шестнадцатилетнего отсутствия с новыми участниками: вокалисткой Мари Клинген и гитаристом Роаром Гриндхеймом. Новый альбом Fremmede Toner (2023) получил своё название от сборника стихотворений норвежского автора Андре Бьерке и его переводов самых известных поэтов Европы и Северной Америки, таких как Гёте, Суинберн и т. д. Эта работа основана на некоторых из этих стихотворений.

## Состав
Текущий состав

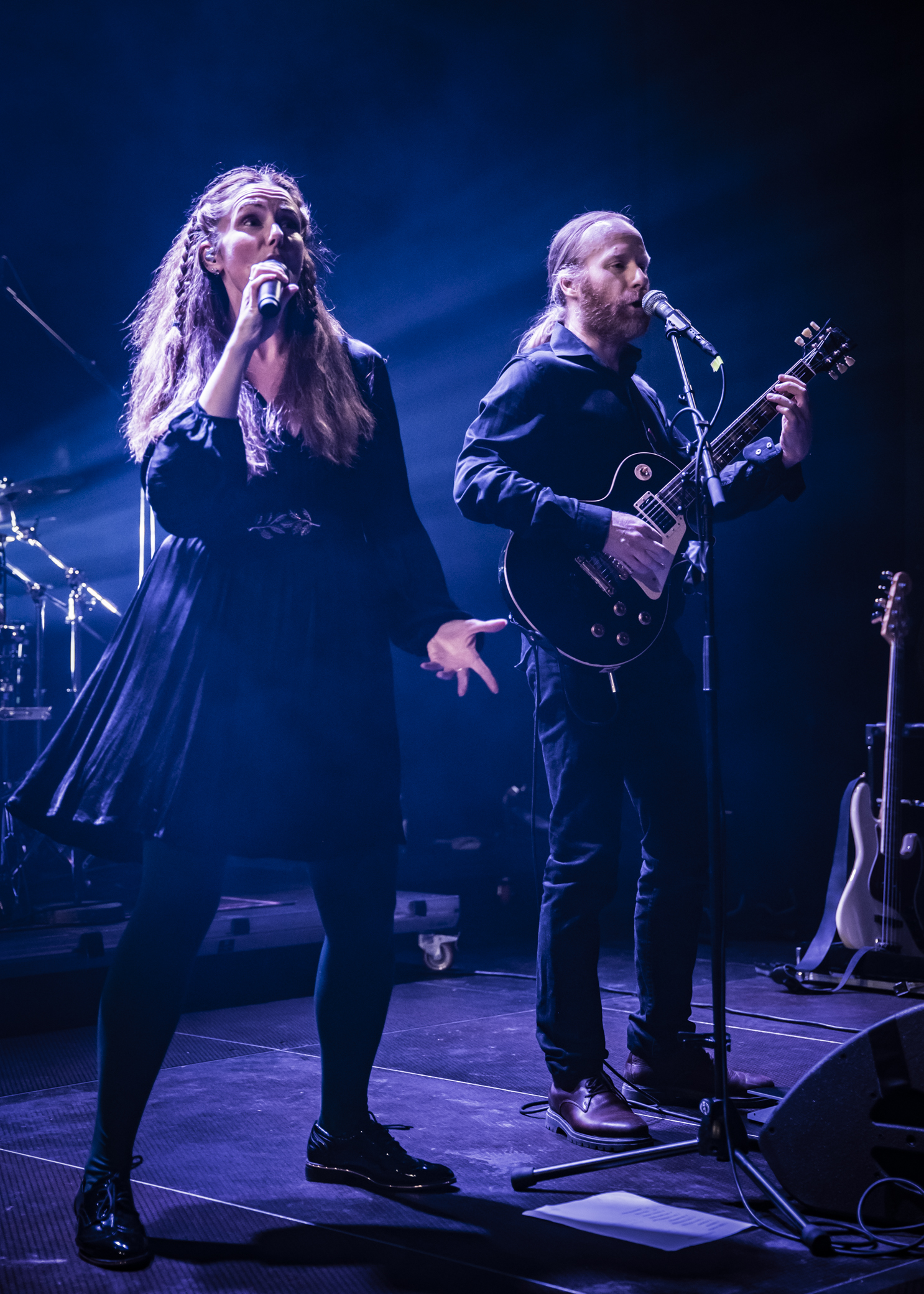
Участники группы 2024 году.

- Espen Warankov Godø — клавишные (2000—н. в.)
- Eystein Garberg — гитара (2001—н. в.)
- Espen Hammer — бас (2002—н. в.)
- Ketil Sæther — гитара (2004—2007, 2009—н. в.)
- Vidar Berg — ударные (2005—н. в.)
- Annelise Ofstad Aar — вокал (2009—н. в.)

Бывшие участники
- Snorre Hovdal — бас и бэк-вокал
- Bjørnar Selsbak — гитара
- Øyvind R — гитара
- Vibeke Arntzen — вокал
- Sondre Øien — бас
- Steinar Årdal — вокал
- Alf Helge Lund — ударные (1999—2005)
- Siv Lena Waterloo Laugtug — скрипка (2001—2007)
- Ketil Sæther — гитара (2004—2007)
- Stine Mari Langstrand — вокал (2004—2007)
- Håkan Lundqvist — гитара (2007)
- Jenny Gustafsson — скрипка (2007)

## Дискография
Альбомы
- Åsmund Frægdegjevar (2003) [3]
- Troll (2005)  [4]
- Det Vilde Kor (2007)  [5]
- Fremmede Toner (2023)

Прочее
- Demo 2001 (demo, 2001) — демозапись
- Nidvisa (2005) — сингл
- Det Døde Barn/Das Tode Kind (2023) — сингл